# 게일 패트릭
게일 패트릭(Gail Patrick, 1911년 6월 20일 ~ 1980년 7월 6일)는 미국의 배우, 영화배우이다.

## 영화
- 페리 메이슨 (1957년)
- 히트 퍼레이드 오브 1943 (1943년)
- 운명의 향연 (1942년)
- 캐슬린 (1941년)
- 러브 크레이지 (1941년)
- 닥터 테이크 어 와이프 (1940년)
- 매드 어바웃 뮤직 (1938년)
- 아티스트 & 모델 (1937년)
- 마이 맨 갓프리 (1936년)
- 다우팅 토머스 (1935년)
- 미시시피 (1935년)
- 더 빅 브로드캐스트 오브 1936 (1935년)
- 명절에 나타난 저승사자 (1934년)
- 동물원 속의 살인자 (1933년)
- 팬텀 브로드캐스트 (1933년)
- 투 더 라스트 맨 (1933년)